# Gonomyia vafra
Gonomyia vafra là một loài ruồi trong họ Limoniidae. Chúng phân bố ở miền Tân bắc.